# Szilikon
A szilikon azon műanyagcsoport elnevezése, ahol a polimer szerkezet alapját sziloxán lánc alkotja, vagyis a vegyületek "gerincét" egymáshoz kapcsolódó szilícium- és oxigénatomok alkotják. A sziloxán egységek rövidebb láncoktól (olajok) a többszörösen kapcsolódó térhálós szerkezetet is felvehetik.

## Története

A polidimetil-sziloxán kémiai felépítése (PDMS).

A szilícium szerves vegyületeinek megismerése Frederick Kipping angol kémikus nevéhez fűződik, aki 1901-ben felismerte a szilíciumoxid polimerek és változatai újdonságát. A szilikon tömegtermelése az 1940-es években kezdődött. Először az USA-ban, majd 20 év alatt világszerte elterjedt anyag lett.

## Gyakorlati alkalmazásai
- Gyógyászatban: rugalmas kontaktlencse, mell-implantátum, rugalmas protézisek, pl. szemlencse.
- Építőiparban: időjárásálló festékek
- Elektronika: vezetékszigetelés, tömítés, rezgéscsillapítás.
- Szex: síkosítás.

## Megjegyzés
Az angol nyelvű szóhasználatban silicon a szilícium elem neve, míg a silicone a polimerizált anyag (például szilikon műgumi, szilikon műgyanta), – e szócikk témája.